# Solva shanxiensis
Solva shanxiensis är en tvåvingeart som beskrevs av Yang och Akira Nagatomi 1993. Solva shanxiensis ingår i släktet Solva och familjen lövträdsflugor.
Artens utbredningsområde är Shanxi (Kina). Inga underarter finns listade i Catalogue of Life.